# Nomofílac
Nomofílac o nomòfilax (plural llatí nomophy̆lăces, plural grec νομοφύλακες eren uns magistrats o persones d'alta autoritat que tenien el deure de controlar que no es proposés res que anés contra la constitució i de que ningú actués contra ella, segons Xenofont i Ciceró. També havien de garantir la custòdia segura de les lleis i dels registres escrits. Tenien doncs l'obligació de mantenir l'ordre establert de les coses i evitar innovadors canvis legislatius precipitats.
Es troben oficials d'aquest tipus a Abdera, Milasa, Calcedònia i Corcira, però de vegades prenia un nom diferent, νομοδεῖκται ("nomodeíktai") a Andània i θεσμοφύλακες ("zesmophylaktes") a Elis. A Esparta hi havia cinc nomòfilax i un γραμματοφύλαξ ("grammatophilax") o guardià dels registres, de manera que de vegades es pensa que eren sis.

## Hoi Hèndeca[b](els onze)
Aquesta figura no existia a Atenes, i la funció era reservada al consell de l'Areòpag o senat dels Cinc-cents. Quan Efialtes va privar a l'Areòpag del seu poder, va semblar necessari crear un cos de vigilants de la llei per controlar el compliment de la llei i actuar sobre les legislacions que anessin contra els interessos de l'estat. Es va establir llavors un cos de set nomòfilacs, elegits anualment, que seien al costat dels representants de l'Ekklesia i la Bulé. Durant l'arcontat d'Euclides (404-403 aC) es van abolir aquests nomòfilacs, quan 'Areòpag va recuperar aquesta funció, però van ser instituïts de nou per Demetri de Falèron, però amb unes funcions més reduïdes, ja que una part de les seves funcions van ser assumides per la grafé (γραφή) o Hoi Hèndeca (οἱ ἕνδεκα, Els Onze) que també s'anomenaven nomofílacs.
No se sap quan va ser instituïda la magistratura dels Hoi Hèndeca, però pel seu caràcter aristocràtic cal pensar que era força antiga i potser del temps d'Aristides d'Atenes. Alguns autors pensen fins i tot que és anterior a Clístenes i probablement anterior a Soló. Eren elegits anualment, un per cadascuna de les deu tribus, un dels quals era el secretari.
Tenien al seu càrrec les presons públiques i especialment el manteniment de les presons. Les presons atenenques eren un lloc de confinament i, quan era el cas, d'execucions; els condemnats eren posats sota custòdia dels Onze que es cuidaven d'executar la sentencia en el termini i forma establert per la llei, sovint per enverinament que era begut pels condemnats abans de caure el sol.
Els Onze disposaven pel seu servei de carcellers, botxins i torturadors; la tortura en causes que afectaven a l'estat s'havia d'aplicar en presència dels Onze, però podien delegar en un servidor. Els Onze normalment només aplicaven sentencies ja dictades pels tribunals o per assemblees públiques i només podien actuar per pròpia iniciativa en alguns casos determinats quan la pena ja estava fixada per llei, podent llavors aplicar la pena si existia confessió de l'acusat o renunciava a apel·lar a una cort; tenien també algunes funcions en la confiscació de propietats.